# Episodi di Oddballs
La prima stagione della serie animata Oddballs venne pubblicata il 2022 su Netflix, è composta da 12 episodi.
| nº | Titolo Originale         | Titolo Italiano             | Pubblicazione |
| -- | ------------------------ | --------------------------- | ------------- |
| 1  | Raising Toasty           | L'educazione di Toasty      | 2022          |
| 2  | Breaking and Entering    | Uno smartphone da riparare  | 2022          |
| 3  | Wanted Dead or Fly       | Vivi o morti                | 2022          |
| 4  | Line Cutters             | I saltafila                 | 2022          |
| 5  | Boy with 2 Brains        | Il ragazzo con due cervelli | 2022          |
| 6  | Emo like the Wolfstank   | Emozioni                    | 2022          |
| 7  | Behind Frenemy Lines     | Nemici Amici                | 2022          |
| 8  | Pillow Fight Club        | Battaglia di cuscini        | 2022          |
| 9  | Grandma's Boy            | La nonna di James           | 2022          |
| 10 | Blood Excuse             | Una scusa color sangue      | 2022          |
| 11 | Almost Home Alone        | Oggi niente scuola          | 2022          |
| 12 | Nugget Nosense (parte 1) | Crocchette di dinosauro     | 2022          |

## L'educazione di Toasty
- Titolo Originale: Raising Toasty
- Diretto da: Carl Faruolo
- Scritto da: James Rallison, Ethan Banville e Carl Faruolo

### Trama
James e Max hanno un pigiama party e hanno in programma di preparare la colazione perfetta preparando il toast perfetto. Tuttavia, il tostapane finisce per bruciare il pane, lasciando Max e James sconvolti. James propone l'idea di realizzare un "tostapane intelligente", e così fa con un chip AI. Dopo aver creato il tostapane intelligente, diventa senziente. James decide di chiamarlo Toasty e cerca di fargli da genitore. Max cerca anche di fare da genitore a Toasty, ma lo fa in modo diverso da James poiché era un esperimento di laboratorio. James e Max cercano di crescere Toasty, ma litigano in continuazione a causa dei diversi modi in cui lo fanno da genitore, il che porta Toasty a diventare malvagio e a sparare toast verso di loro. James e Max cercano di fermarlo, ma Toasty scappa e corre in una fabbrica di pane. James lo raggiunge e lo calma, il che porta Toasty a spegnersi a causa del fatto che James gli toglie il chip AI, con lui che fa un toast perfetto. Tornati alla casa sul cactus di James e Max, gettano il chip AI e Toasty nella spazzatura, ma Toasty, a loro insaputa, diventa di nuovo senziente.

## Uno smartphone da riparare
- Titolo Originale: Breaking and Entering
- Diretto da: Jouchelle Miranda
- Scritto da: James Rallison, Ethan Banville e Carl Faruolo

### Trama
James vuole uno smartphone invece del suo telefono pieghevole rotto, così cerca di convincere sua madre a comprargliene uno, promettendo anche a Max che gli darà il telefono pieghevole. Sua madre dice che è troppo irresponsabile per possedere uno smartphone, James trova un accordo con sua madre e lei, a malincuore, lo porta nel suo laboratorio di scienze dove lavora e lo fonde con uno smartphone, dicendogli che se può passare 24 ore senza rompersi, gli darà uno smartphone. James, eccitato, decide di usare il corpo del suo smartphone per fare cose come la consegna istantanea di torte, mostrare le foto del bambino del suo insegnante McMosca (che lo porta ad essere licenziato) e dare a un ristorante una recensione da 1 stella. Tuttavia, proprio quando sta per tornare a casa, Max gli dà il cinque, facendogli crepare la mano. Max porta James da sua sorella per aggiustarlo in cambio del cibo dal ristorante che gli ha dato 1 stella. La sorella di Max aggiusta anche il telefono pieghevole di James affinché Max possa usarlo. James finisce per doversi scusare con il proprietario del ristorante e viene aggiustato. James torna a casa con il signor McMosca perché è diventato un autista di ridesharing dopo il suo licenziamento. Quando James torna a casa, confessa accidentalmente a sua madre cosa è successo e dice che non vuole più uno smartphone. Max poi lancia con rabbia il telefono pieghevole a James.

## Vivi o morti
- Titolo Originale: Wanted Dead or fly
- Diretto da: Annisa Adjani e Sarah Soh
- Scritto da: Darin Henry

### Trama
Mentre James e Max procrastinano anziché fare i compiti, James uccide una mosca che sta interrompendo la loro meditazione. Il giorno successivo, James e Max scoprono che la nonna del loro insegnante McMosca è scomparsa il giorno prima in giro per la casa di James, l'insegnante decide di avviare una squadra di ricerca, facendo credere a James e Max che potrebbero averla uccisa. Quando tornano a casa, James seppellisce il corpo, tornando per scoprire che Max ha ucciso molte altre mosche. Quando vanno in un negozio per prendere una pala, il signor McMosca entra e dice al cassiere che altri 8 membri della famiglia sono scomparsi. Quando iniziano a tornare a casa vengono inseguiti dal signor McMosca, che poi arriva a casa di James con gli strumenti. Quando James confessa, il signor McMosca lo informa che sua nonna stava solo tenendo una festa a cui non era stato invitato e che i genitori di James lo avevano assunto per pulire le loro grondaie. Il giorno successivo, James viene arrestato dopo che Max ha informato la polizia in preda al panico. James si esercita in prigione prima di essere rilasciato e incontra Max. Vengono quindi inseguiti da un'orda di zanzare dopo che James ne uccide una fuori di prigione.

## I saltafila
- Titolo Originale: Line Cutters
- Diretto da: Chelsea Ker
- Scritto da: Darin Henry

### Trama
James e Max sono in fila per mangiare delle costolette quando all'improvviso una ragazza che afferma di provenire dal futuro taglia in prima linea. James, arrabbiato, racconta a Roxanne, una guardia roccia consenziente, della situazione, ma lei rimette tutti e tre all'inizio della fila. La ragazza dice di chiamarsi Echo e di venire da un futuro in cui il cibo trasformato non esiste. Dice anche che un misterioso dottore nel periodo di James ha dato inizio al caos nel futuro. James non le crede, ma Max sì. James poi gioca a Carta Sasso Forbici con Roxanne, dicendo che se vince, tornerà dov'era, ma se perde viene espulso. James perde. Echo dice che i cuochi che hanno preparato le costolette sono alieni che hanno intenzione di mangiare gli umani. Max, disperato, si intrufola nel punto in cui si trovano le costole e il trio le mangia. Nonostante questo, il cuoco (imitazione di Gordon Ramsey) lo scopre e si rivela un alieno. James ancora non crede a Echo, viene attaccato dagli alieni ma Echo decide di liberarlo solo se lui dice che le crede, portandoli a mangiare le costole in pace. James viene scoperto da Roxanne, gioca un altro round di Carta Sasso Forbici con lei, Se James vince, il trio continuerà a mangiare le costolette, se perde, James, Max ed Echo vengono espulsi di nuovo. James perde e il trio viene rimandato all'inizio della fila.

## Ragazzo con due cervelli
- Titolo Originale: Boy with 2 Brains
- Diretto da: Sarah Soh
- Scritto da: Ethan Banville

### Trama
James scopre che un gruppo di armadietti, compreso il suo, è stato ristretto al minimo in modo da poter aggiungere i trofei di partecipazione. Mentre James si lamenta del fatto che i trofei non valgono più, Stuart, un ragazzo slime, attacca il signor McMosca per avergli dato una D. Quando James spinge via un mucchio di trofei per sistemare i suoi libri sullo scaffale, uno di loro colpisce Stuart, liberando il signor McMosca, che poi assegna a James il trofeo per la persona più gentile. Stuart, arrabbiato, entra nel corpo di James rendendo il suo corpo un liquido da bere nel trofeo di James, provocando il caos su Dirt. James, nonostante sia controllato da Stuart, cerca di mantenere il suo ruolo di persona più gentile, ma fallisce costantemente. Per questo motivo, Max ed Echo cercano di costringere Stuart a uscire dal corpo di James facendogli un esorcismo. Nell'esorcismo leggono un libro per bambini a Stuart e gli danno una salsa piccante, ma falliscono. Alla fine, James si rende conto che Stuart voleva solo un premio, cambia il suo premio da Persona più gentile a Persona più maleducata e lo dà a Stuart, convincendolo a lasciare il suo corpo.

## Emozioni
- Titolo Originale: Emo like the Wolfstank
- Diretto da: Annisa Adjani
- Scritto da: Nick Lopez

### Trama
Nello spogliatoio, Max sta applicando il deodorante quando James arriva sconvolto dal fatto che non è iscritto a nessun club, ad esempio Max è il re del club Sentimentalismo Agonistico. James si lamenta di sudare per la prima volta e si mette il deodorante in faccia, con disgusto di Max, James inizia a sudare dai suoi occhi, cosa per cui viene vittima di bullismo da Stuart, a cui si oppone. Mr.McMosca è impressionato e permette a James di unirsi alla Squadra Sentimentalismo Agonistico per la grande competizione del giorno successivo. James si unisce ufficialmente, permettendogli di trovare il suo club. Max, arrabbiato, affronta James che si sta godendo il suo nuovo club. Il giorno successivo alla competizione, James viene messo da parte dal signor McMosca che presenta Il dolce Jason, il nemico di Max, a James. Roxanne annuncia Il dolce Jason contro Max nell'argomento "L'onestà nello sport". Entrambi parlano e Il dolce Jason vince. James si avvicina per aiutare e discute con Il dolce Jason e vince. Dopo aver vinto uno dei round, scopre di aver finito il deodorante e va nello spogliatoio, dove viene affrontato da Max. Si rifiuta di dare a James il deodorante, dicendo che ha rubato la sua passione. James alla fine lo ottiene. James e Il dolce Jason si affrontano nel round finale, un dibattito sul furto della cosa del tuo migliore amico. James confessa e poi fa un discorso su come sono le cose di Max. Il dolce Jason ha un tracollo, definendo James un imbroglione, ma è stato rivelato che il fiore che ha annusato per tutto il tempo era una cipolla, con il risultato che lui e James sono stati squalificati. James e Max si riconciliano quando il signor McMosca vince il premio e prende in giro Il docle Jason.

## Nemici Amici
- Titolo Originale: Behind Frenemy Line
- Diretto da: Jouchelle Miranda
- Scritto da: Valencia Parker

### Trama
Mentre James e Max entrano nel camper in cima a Sagu, Max chiede se Echo ha già trovato un posto dove vivere. James rivela che sta permettendo a Echo di vivere lì. Entrano per trovare il posto con spazzatura ovunque, mentre Echo mangia snack e gioca ai videogiochi. James non è in grado di dirle come si sente, portandolo a diventare incredibilmente passivo-aggressivo. James afferma che Sagu è ora una specie protetta, facendo sì che Echo vada a vivere nella casa di James, con suo grande dispiacere. Echo inizia a irritare involontariamente James mangiando le sue ciambelle preferite, gettando le sue cose dappertutto, interrompendo il suo programma preferito e trasferendosi nella sua stanza. Alla fine, James spinge Echo fuori dalla sua stanza sbarazzandosi dei mobili. James ed Echo litigano, portando James a confessare di aver mentito e infine a dire a Echo come si sente. Rendendosi conto dei suoi errori, Echo accetta di ripulire il camper e i due fanno pace.

## Battaglia di cuscini
- Titolo Originale: Pillow Fight Club
- Diretto da: Jouchelle Miranda
- Scritto da: Darin Henry

### Trama
Dopo che il Dr. Imbottitura ha reso Dirt più sicura per evitare che i bambini facciano attività pericolose, il trio si annoia a morte e decidono di fare una battaglia di cuscini, decidono così di non dire a nessuno di questa battaglia in modo tale che il Dr. Imbottitura possa bandire anche le battaglie di cuscini. Il giorno successivo a scuola invitano due compagni di scuola al camper in cima a Sagu con un cuscino con la promessa di non dire a nessun'altro del "Club delle cuscinate", specialmente i genitori. I ragazzi si divertono nel camper a lottare con i cuscini e quando se ne vanno, James ricorda di nuovo che nessuno deve parlare del club delle cuscinate poiché non voleva troppa gente al camper e genitori infuriati. Il giorno successivo, si ritrova una gabbia con persone che lottano con i cuscini con un sacco di gente che tifa attorno. James scopre che Echo ha sparso la notizia del club delle cuscinate. Dopodiché Max spinge James con un cuscino facendolo entrare nella gabbia, sconfiggendo le persone all'interno di essa con le cuscinate.
A James piace subito questo modo di guadagnare e decide di organizzare vari tornei di cuscinate ogni giorno. I "genitori" di Max si insospettiscono e scoprono cosa sta facendo Max. Quando lui ritorna a casa viene interrogato dai genitori e il giorno successivo scompare, chiede quindi informazioni a sua "sorella" Jenna, si scopre che è stato rinchiuso nel laboratorio di Dr. Imbottitura poiché diventato aggressivo dato che non si sfogava da 12 ore. Insieme a dei suoi compagni di classe, Echo e il bidello Geefus iniziano una missione per liberare Max. Si recano al laboratorio e vanno alla ricerca di Max distraendo le guardie. Ritrovano Max in condizioni penose non consenziente intrappolato in un cilindro d'acqua. Dopo che James libera Max con un cuscino impazzisce e va fuori controllo. James e tutti gli altri riescono a far riprendere Max con una lotta di cuscini contro Dr. Imbottitura.

## La nonna di James
- Titolo Originale: Grandma's Boy
- Diretto da: Chelsea Ker
- Scritto da: Kathleen Chen e Brian Polk

### Trama
Ogni anno nella giornata del nipote, James riceve da sua nonna un cerchio e legnetto con cui giocare, inoltre afferma di non aver mai visto sua nonna in vita sua e Max propone di andare a casa sua per una visita. Scoprono che la nonna vive a Dirt, quindi prendono un bus per andare a trovare la nonna. Una volta arrivati all'indirizzo. Entrano nella casa della suddetta nonna e trovano una stampante all'interno dell'ufficio. James scopre che i genitori lo hanno iscritto in un servizio di gestione regali digitale. James scopre che la stampante può sentire e vedere, decide di passare la giornata con sua "nonna". La stampante raccoglie tutte le passioni e cose preferite di James per creare un regalo per lui, James si diverte molto e porta sua "nonna" da tutte le parti. Porta la nonna in gelateria e dopo aver ordinato un sacco di assaggi gratuiti, scopre che bisogna pagare. La nonna stampa una carta di credito di un certo "Bob Awman" ma la cassiera lo scopre e chiama subito la sicurezza, una roccia consenziente. Dopo essere scappati finisce il cavo della stampante ma James preme il tasto per riavvolgere il cavo per ritornare subito in ufficio. Dopo una piena giornata con sua nonna, la nonna stampa un regalo per James dopo aver raccolto abbastanza dati per capire cosa piace a lui. Stampa quindi una statua raffigurante James con gli occhiali sopra un dondolo che tiene in mano un aquilone, un assaggino e un pesce.

## Una scusa color sangue
- Titolo Originale: Blood Excuse
- Diretto da: Jouchelle Miranda
- Scritto da: Nick Lopez

### Trama
James odia l'ora di ginnastica a scuola. Durante la lezione, la sua insegnante annuncia che domani si terranno le donazioni per il sangue e chiunque donerà il sangue salterà la lezione. James decide quindi di donare il sangue e decide di farlo ogni giorno siccome l'ora di ginnastica si tiene ogni giorno. Dopo aver donato il sangue ogni giorno per una settimana. Perde un sacco di sangue fino a sembrare anziano. Scopre che essendo anziano può usufruire di sconti ai supermercati. Si imbatte in una bambina che, scambiandolo per anziano, si offre di dargli una mano per attraversare la strada, non appena James accetta, arrivano altre ragazzine in un VAN che lo buttano dentro e lo mandano in una casa di riposo per anziani. James si gode la vita da anziano nella casa di riposo, poiché non ha più bisogno di andare a scuola. I suoi amici lo vengono a trovare. In una serata Bingo, il presentatore del gioco riconosce Max e James invecchiato. James e Max scoprono che il presentatore, in realtà, è Il dolce Jason (episodio 6) invecchiato. Jason racconta che dopo essere stato smascherato al torneo di emozioni decise di farsi una nuova identità donando il sangue fino a diventare anziano. Diventando "Il rugoso Jason". Scatta una rissa fra James e Il rugoso Jason. Durante la rissa, la ruota del bingo cade dal palco e sta per colpire degli anziani, ma James riesce a fermare la ruota in tempo e risollevarla grazie ad uno "squat della rana" come gli ha insegnato la professoressa di ginnastica. Ritornando come prima, viene scoperto un anziano impostore e immediatamente cacciato dalla casa di riposo.

## Oggi niente scuola
- Titolo Originale: Almost Home Alone
- Diretto da: Annisa Adjani
- Scritto da: Darin Henry

### Trama
L'episodio è una parodia di Mamma, ho perso l'aereo
James è stressato dalla scuola così Max gli consiglia un giorno libero senza scuola. Si sveglia alle 8:15, in ritardo per la scuola, ma è troppo tardi e i suoi genitori se ne vanno senza di lui. Quindi decide di prendersi un giorno libero e cerca di divertirsi, ma un venditore schizzinoso di nome Byron Sellers continua a cercare ripetutamente di vendergli un sistema di sicurezza all'avanguardia e fa lavorare James nel suo giorno libero, preparando trappole legate a materie scolastiche come scienze, matematica, educazione fisica, storia, ecc. James alla fine si arrende e acquista il prodotto di Sellers, ma si scopre che si tratta di una truffa perché James non ha letto le scritte in piccolo che danno immediatamente la casa a Sellers a pagamento. Quindi James usa le strategie di tutte le sue materie scolastiche per distruggere l'unità principale. Proprio quando James sta per fare un'ultima cosa, i genitori di James tornano e sono arrabbiati con lui perché la casa è stata quasi distrutta da tutti i laser che hanno cercato di colpirlo. James confessa tutto quello che ha fatto loro, ma suo padre ha detto che era sabato tutto il tempo.

## Crocchette di dinosauro
- Titolo Originale: Nugget Nonsense
- Diretto da: Annisa Adjani
- Scritto da: Nick Lopez

### Trama
Quando James vuole che Echo provi delle nuggets a forma di dinosauro, il manager del ristorante dice che è troppo vecchio per ordinare dal menu dei bambini. James protesta, poi il manager lo caccia fuori per non aver ordinato. Quando Echo paga un bambino per ottenere le pepite per loro, il ragazzo la truffa mangiando 11 del pacchetto di 12 pepite. Dopo questo, vanno al laboratorio di Dirt per clonare i Dino Nuggets, ma Max preme tutti i pulsanti e accidentalmente trasforma in vita le pepite. Le pepite prendono vita e inseguono il trio. Dopo una lunga battaglia, fermano le pepite quando attaccano il ristorante. Quando James e Max menzionano Toasty, Echo si rende conto che erano loro i responsabili del futuro senza cibo, poiché Toasty ha conquistato il mondo, e li esorta ad aiutarla a fermare Toasty prima che sia troppo tardi, concludendo la stagione con un "finale sospeso".